# Konso (popolo)

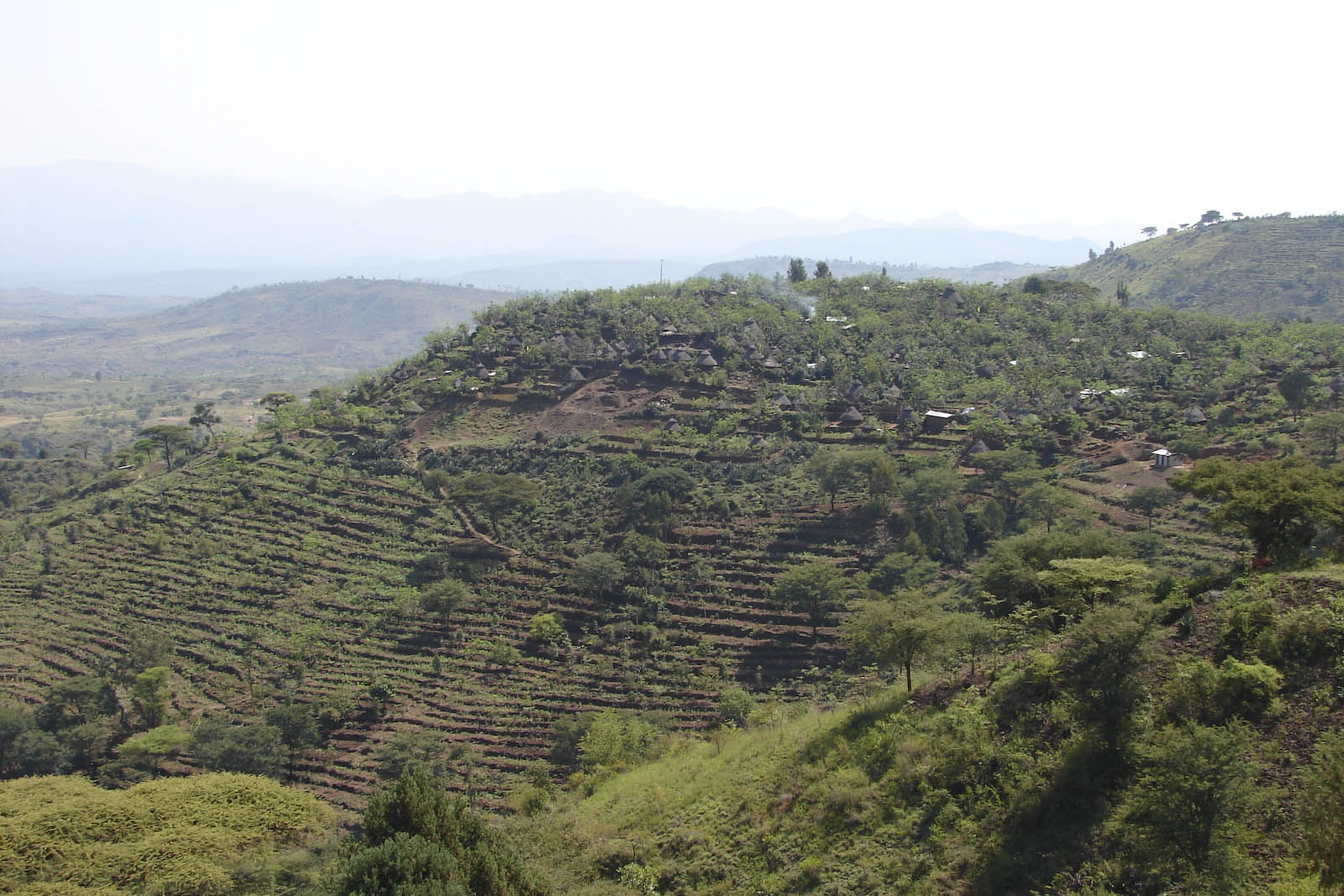
Le terrazze coltivate usate dal popolo konso

I Konso sono un gruppo etnico di lingua cuscitica, principalmente presente nell'Etiopia sud-occidentale, nella regione delle Nazioni, Nazionalità e Popoli del Sud, a sud del lago Abaya e a circa 90 km d'Arba Minch. Si trovano soprattutto in Konso, una località che porta il loro nome.
Alcuni vivono anche in Kenya.